# CSI: ベガス
『CSI:ベガス』(原題: CSI: Vegas)は、アメリカ合衆国の商業放送CBSで2021年10月6日から2024年3月19日まで放送されていたテレビドラマ。全3シーズン。
本作は2015年まで放送された『CSI:科学捜査班』の続編で、「CSI」シリーズの第5作目にあたる。本シリーズでは、ウィリアム・ピーターセンとジョージャ・フォックスが『CSI:科学捜査班』で演じたギル・グリッソムとサラ・サイドルを再演し、ポーラ・ニューサム、マット・ローリア、メル・ロドリゲス、マンディープ・ディロンが新たな登場人物を演じる。また、ウォレス・ランガムとポール・ギルフォイルは、それぞれデヴィッド・ホッジスとジム・ブラス役で再登場し、ゲスト出演としてクレジットされている。第1シーズンは全10話で構成される。日本では、2022年4月3日からWOWOWで放送を開始した。第2シーズンは2023年5月27日から、ファイナルシーズンとなる第3シーズンは2024年8月31日からそれぞれWOWOWで放送されている。
また日本での映像ソフトの販売は前作までのKADOKAWAからNBCユニバーサル・エンターテイメントジャパンに変更になっている。
2024年3月にシーズン3の半分の時点でキャンセルとなり、旧CSI:科学捜査官時代から計18シーズンに渡ったベガス篇は再び幕を下ろすことになった。

## 登場人物

### レギュラー
マキシン・“マックス”・ロビー
演-ポーラ・ニューサム (Paula Newsome)/日本語吹替：唐沢潤
科学捜査班の現在の主任。
ホッジスを巡る一件では、ウィックスの差金で一時期主任から外され停職になってしまった。しかしこっそりフォルサムと会ったりラボに行ったりして引き続き捜査に協力した。
ブライアンという息子がおり、彼のこと愛している反面とても心配している。
ジョシュア・フォルサム
演-マット・ローリア (Matt Lauria)/日本語吹替：小野大輔
CSI捜査官レベル3。
昔は獣医を目指していた。ある事件を解決後、それに巻き込まれた馬を引き取った。
ラミレスに「いい声だ」とよく褒められている。
アリー・ラジャーン
演-マンディープ・ディロン (Mandeep Dhillon)、日本語吹替：早見沙織
CSI捜査官レベル2。移民であり夢を追ってラスベガスに来る。
ヒューゴ・ラミレス (シーズン1)
演-メル・ロドリゲス (Mel Rodriguez)/日本語吹替：青山穣
CSI主任検死官。ゆるい敬語口調で話す。
絵を描くのが趣味。元はニューヨークにいたが、妻の仕事の関係でラスベガスに越してきたらしい。
サラ・サイドル (シーズン1)
演-ジョージャ・フォックス (Jorja Fox)/日本語吹替：浅野まゆみ
CSI捜査官レベル3。サラ・サイドルを参照。
ブラスの襲撃をうけてラスベガスに戻ってきた。CSIに復帰し、ホッジスの潔白を証明すべく捜査する。
ギル・グリッソム (シーズン1)
演-ウィリアム・ピーターセン (William Petersen)/日本語吹替：野島昭生
CSI捜査官レベル3。ギル・グリッソム博士を参照。
ブラスの襲撃及びホッジスが巻き込まれた事件を知り、ラスベガスに戻ってきた。CSIに復帰し、ホッジスの潔白を証明すべく捜査する。
セリーナ・チャベス (シーズン2-)
演-アリアナ・ゲラ (Ariana Guerra)/日本語吹替：白石涼子
殺人課刑事。
クリストファー・"クリス"・パーク (シーズン2-、シーズン1 リカーリング)
演-ジェイ・リー (Jay Lee)/日本語吹替：新祐樹
CSIラボ勤務。
ホッジスを巡る一連の事件では、自身の道具が盗まれて証拠隠滅に使われ危うくクビになりかけてしまった。
ボー・フィナード (シーズン2-)
演-レックス・メドリン (Lex Medlin)/日本語吹替：後藤光祐
CSI捜査官レベル1。
キャサリン・ウィロウズ (シーズン2-)
演-マーグ・ヘルゲンバーガー (Marg Helgenberger)/日本語吹替-高島雅羅
CSI捜査官レベル3。キャサリン・ウィロウズを参照。

### リカーリング
ジム・ブラス
演-ポール・ギルフォイル (Paul Guilfoyle)/日本語吹替：麦人
殺人課警部。ジム・ブラスを参照。シーズン1のみ出演。
第1シーズン1話冒頭にて襲撃されるが、反撃して犯人を射殺、事件が解決するまでキャサリンが手配したホテルに匿われた。また、フックス角膜内皮変性症という病を患っている。
エルヴィスというオウムを飼っている。
デヴィッド・ホッジス
演-ウォレス・ランガム (Wallace Langhamm)/日本語吹替：咲野俊介
CSI捜査官。デヴィッド・ホッジスを参照。シーズン1のみ出演。
1話終盤にて貸倉庫のラボから彼が証拠を改竄したとされる物証が見つかり裁判にまで発展したが、グリッソムたちの調査ではめられたことが明らかになる。
今作では結婚していたことが判明するが、グリッソムもサラも知らなかった。
エマ・ホッジス
演-チェルシー・クリスプ (Chelsey Crisp)
シーズン1のみ出演。
デヴィッドの妻。
アンソン・ウィックス
演-ジェイミー・マクシェーン (Jamie McShane)/日本語吹替：ふくまつ進紗　
シーズン1のみ出演。
悪徳弁護士。ブラスの襲撃からホッジスの一件までの一連の黒幕と睨まれている。アナという姉がいる。
ペニー・ギル
演-サラ・ギルマン (Sarah Gilman)/日本語吹替：池田海咲
CSIラボ勤務。
ウィル・カーソン
演-ショーン・ジェームズ (Sean James)
殺人課刑事。
ノラ・クロス
演-キャット・フォスター (Kat Foster)/日本語吹替：園崎未恵
内部調査局の捜査官。ホッジスの件でマックスたちと対立するが、調査が進み事実が明らかになったことで「私は警察官として宣誓した。ひとでなしの金儲けのために8000人の犯罪者を刑務所から出すことが正義だなんて思えない」としてマックスたちと協力関係となる。
ケイド・ワイアット
演-ロバート・カーティス・ブラウン (Robert Curtis-Brown)/日本語吹替：玉野井直樹
CSI保安官。
グレッグ・サンダース
演-エリック・スマンダ (Eric Szmanda)/日本語吹替：村治学
CSI捜査官。シーズン2第17話から20話まで出演。

### ゲスト
マーカス・バロン
演-ヤンシー・アリアス (Yancey Arias)/日本語吹替：落合弘治
FBI捜査官(空港事件担当)。第1シーズン第5話に登場。マキシンとは旧知の仲。
尚、演者のヤンシー・アリアスは過去にCSI:科学捜査班のシーズン5の第12話に別役でゲスト出演している。

## エピソード一覧

### シーズン一覧
| シーズン | シーズン | エピソード | 米国での放送日 | 米国での放送日 |
| シーズン | シーズン | エピソード | 初回           | 最終回         |
| -------- | -------- | ---------- | -------------- | -------------- |
|          | 1        | 10         | 2021年10月6日  | 2021年12月8日  |
|          | 2        | 21         | 2022年9月29日  | 2023年5月18日  |
|          | 3        | 10         | 2024年1月28日  | 2024年3月19日  |

### シーズン1 (2021年)
| 通算 | 話数 | タイトル       | 原題                      | 監督                   | 米国放送日     | 日本初放送日  | 視聴者数 (万人) |
| ---- | ---- | -------------- | ------------------------- | ---------------------- | -------------- | ------------- | --------------- |
| 1    | 1    | 姿なき敵       | Legacy                    | ユタ・ブリースウィッツ | 2021年10月6日  | 2022年4月3日  | 412             |
| 2    | 2    | 快楽の罠       | Honeymoon in Vegas        | ネイサン・ホープ       | 2021年10月13日 | 2022年4月10日 | 391             |
| 3    | 3    | 隠れた素顔     | Under the Skin            | ネイサン・ホープ       | 2021年10月20日 | 2022年4月17日 | 354             |
| 4    | 4    | 裁きの儀式     | Long Pig                  | ニコール・ルビオ       | 2021年10月27日 | 2022年4月24日 | 334             |
| 5    | 5    | 手段を選ばず   | Let the Chips Fall        | ケネス・フィンク       | 2021年11月3日  | 2022年5月1日  | 322             |
| 6    | 6    | ピエロの涙     | Funhouse                  | ベニー・ブーン         | 2021年11月10日 | 2022年5月8日  | 324             |
| 7    | 7    | 血塗られた白馬 | In the Blood              | クリスティン・ムーア   | 2021年11月17日 | 2022年5月15日 | 388             |
| 8    | 8    | ドロドロの真実 | Pipe Cleaner              | ベニー・ブーン         | 2021年11月24日 | 2022年5月22日 | 420             |
| 9    | 9    | 天使と悪魔     | Waiting in the Wings      | クリスティン・ムーア   | 2021年12月1日  | 2022年5月29日 | 395             |
| 10   | 10   | 真実の証明     | Signed, Sealed, Delivered | ケネス・フィンク       | 2021年12月8日  | 2022年6月5日  | 355             |

### シーズン2 (2022年-2023年)
| 通算 | 話数 | タイトル               | 原題                   | 監督                        | 米国放送日     | 日本初放送日  | 視聴者数 (万人) |
| ---- | ---- | ---------------------- | ---------------------- | --------------------------- | -------------- | ------------- | --------------- |
| 11   | 1    | 帰ってきた捜査官       | She's Gone             | ケネス・フィンク            | 2022年9月29日  | 2023年5月27日 | 319             |
| 12   | 2    | 孤独な人形             | The Painted Man        | サム・ヒル                  | 2022年10月6日  | 2023年6月3日  | 324             |
| 13   | 3    | 銃弾の軌跡             | Story of a Gun         | アントニオ・ネグレット      | 2022年10月13日 | 2023年6月10日 | 324             |
| 14   | 4    | 出来損ないのコアラ     | Koala                  | クラウディア・ヤーミー      | 2022年10月20日 | 2023年6月17日 | 361             |
| 15   | 5    | 世界の破壊者           | In Harm's Way          | リン・オーディング          | 2022年10月27日 | 2023年6月24日 | 357             |
| 16   | 6    | 天才シェフの最後の晩餐 | There's the Rub        | マリオ・ヴァン・ピーブルズ  | 2022年11月3日  | 2023年7月1日  | 314             |
| 17   | 7    | ビッグフットの苦悩     | Burned                 | ベニー・ブーン              | 2022年11月10日 | 2023年7月8日  | 346             |
| 18   | 8    | 痛手を糧に             | Grace Note             | ジーナ・ラマー              | 2022年12月8日  | 2023年7月15日 | 327             |
| 19   | 9    | バシリスクの神         | In the White Room      | ケネス・フィンク            | 2022年12月15日 | 2023年7月22日 | 348             |
| 20   | 10   | 永遠のログアウト       | Eyeballs               | アリソン・リディー=ブラウン | 2023年1月5日   | 2023年7月29日 | 336             |
| 21   | 11   | 錆びた恐竜             | Trinket                | ルーベン・ガルシア          | 2023年1月12日  |               | 343             |
| 22   | 12   | 眠れる森の真実         | When the Dust Settles  | レイチェル・レイミスト      | 2023年2月2日   |               | 380             |
| 23   | 13   | 骨の死闘               | Boned                  | エリン・フィーリー          | 2023年2月9日   |               | 382             |
| 24   | 14   | 危険な胃袋             | Third Time's the Charm | エドゥアルド・サンチェス    | 2023年2月16日  |               | 293             |
| 25   | 15   | 殺しの設計図           | Ashes, Ashes           | ステファニー・マークアード  | 2023年3月2日   |               | 321             |
| 26   | 16   | IQ160                  | We All Fall Down       | レイ・ダニエルズ            | 2023年3月9日   |               | 334             |
| 27   | 17   | 見捨てられた少女       | The Promise            | ブラッド・タネンバウム      | 2023年3月30日  |               | 326             |
| 28   | 18   | 裏切り                 | Fractured              | ジーナ・ラマー              | 2023年4月13日  |               | 339             |
| 29   | 19   | ホラーなコメディ       | Dead Memories          | パーム・ヴァーシー          | 2023年5月4日   |               | 318             |
| 30   | 20   | 分かれ道               | Shell Game             | オマール・マダ              | 2023年5月11日  |               | 329             |
| 31   | 21   | 追憶の彼方に           | Dying Words            | ジェイソン・トレイシー      | 2023年5月18日  |               | 276             |

### シーズン 3(2024年)
| 通算 | 話数 | タイトル           | 原題                  | 監督                          | 米国放送日 | 日本初放送日 | 視聴者数 (万人) |
| ---- | ---- | ------------------ | --------------------- | ----------------------------- | ---------- | ------------ | --------------- |
| 32   | 1    | 痛みの証明         | The Reaper            | ブラッド・タネンバウム        |            |              |                 |
| 33   | 2    | 死体なき殺人       | Scar Tissue           | ニコール・ルビオ              |            |              |                 |
| 34   | 3    | 壁の中のシナトラ   | Rat Packed            | オマール・マダ                |            |              |                 |
| 35   | 4    | 美味との遭遇       | Health and Wellness   | ステファニー・A・マルクァルト |            |              |                 |
| 36   | 5    | ロボサイド         | It Was Automation     | ルベン・ガルシア              |            |              |                 |
| 37   | 6    | アトミック・シティ | Atomic City           | ケネス・フィンク              |            |              |                 |
| 38   | 7    | 最悪の偶然         | Coinkydink            | サフィア・M・ディリー         |            |              |                 |
| 39   | 8    | 狂気の芸術         | The Artist is Present | ジーナ・ラマー                |            |              |                 |
| 40   | 9    | 復讐のメタル       | Heavy Metal           | トム・カマーダ                |            |              |                 |
| 41   | 10   | たどり着いた真実   | Tunnel Vision         | エリン・フィーリー            |            |              |                 |

## 製作

### 開発
2015年に放送された『CSI:科学捜査班』のフィナーレを受けて、シリーズのクリエイターであるアンソニー・E・ズイカーはキャラクターの将来について、「グリッソムとサラは今でも海を航海し、環境を保護しているだろう。また、子供を産み人類の向上のために人生を捧げているだろう。 (中略) キャサリンはまだ科学捜査班を運営しているだろうし、  (中略) ブラスは引退しているでしょうし、DBはワシントンDCの民間企業で働いているでしょう。そして、これらのキャラクターたちは今でも犯罪の世界に足を踏み入れていると思うんだ」と語った。2016年にCSI最後のシリーズである『CSI:サイバー』が打ち切りになった直後、プロデューサー達がシリーズの復活に前向きであることが発表された。当時のCBSエンターテインメント社長のグレン・ゲラーは、「私たちはCSIの全ての番組を信じられないほど誇りに思っています。別の形で復活するかもしれません」とコメントしている。2020年2月10日、ジェイソン・トレイシー、CBSスタジオ、ジェリー・ブラッカイマー・テレビジョンから、トレイシー、ジェリー・ブラッカイマー、ジョナサン・リットマンが製作総指揮を務める『CSI:科学捜査班』の続編が検討されていることが発表された。2020年8月10日、このシリーズはまだ開発中で、タイトルは『CSI: Vegas』となり、本家『CSI:科学捜査班』のウィリアム・ピーターセンが、トレイシー、ブラッカイマー、リットマン、カースティアン・リード、ズイカー、クレイグ・オニール、シンシア・シュヴァタールと共に製作総指揮を務めることが発表された。2021年2月、本シリーズは正式な製作に近づいた。また、本作はミニシリーズとされているが、複数シーズンを放送する継続的なシリーズになる可能性があることも発表された。2021年3月31日、『CSI: Vegas』が正式にシリーズ化されることが発表され、ユタ・ブリースウィッツがパイロット版の監督を務めた。

### キャスティング
2020年2月10日、本家『CSI:科学捜査班』の出演者であるウィリアム・ピーターセンとジョージャ・フォックスの2人が、ギル・グリッソムとサラ・サイドル役を再演する可能性について交渉中であることが発表された。2020年8月10日、ピーターセンとフォックスはまだ復帰に向けて交渉中であり、5人の新キャラクターのキャスティングが進行中であることが発表された。2021年2月12日、ポーラ・ニューサム、マット・ローリア、メル・ロドリゲスの出演が明らかになった。ローリアとロドリゲスは共に以前、CSIシリーズで異なるキャラクターとしてゲスト出演していた。また、ピーターセンとフォックスが契約を確定していることも明らかになった。2021年3月31日、マンディープ・ディロンが出演することが発表された。同日、ウォレス・ランガムがデヴィッド・ホッジス役を再演することが明らかになり、ピーターセンとフォックスが出演することが正式に発表された。2021年5月3日、ジェイミー・マクシェーンがリカーリング出演し、ポール・ギルフォイルがジム・ブラス役を計2話で再演することが発表された。2021年9月、アンソニー・E・ズイカーは、その他にも本家『CSI:科学捜査班』の追加キャラクターが登場する可能性を示唆した。
シーズン2ではマーグ・ヘルゲンバーガーがキャサリン役を再演し、シーズン2後半ではエリック・スマンダがグレッグ役を再演することも明らかになった。

### 撮影
2020年8月10日、新型コロナウイルス感染症の状況下で製作の再開が認められれば、2020年の秋に撮影を開始する予定である事が発表された。2021年1月8日、このシリーズは2021年初頭に製作を開始する予定である事が発表された。撮影は5月4日に始まり、2021年11月4日まで、カリフォルニア州ロサンゼルスで行われる予定だった。2021年8月22日、ピーターセンが撮影中に体調を崩し、病院に搬送された事が報じられた。その為、ピーターセンはシーズン1を以てそのまま降板、シーズン2以降はクリエイターの1人として製作に関わる事となった。同時にフォックスとロドリゲスも諸事情により降板する事になった。

## 放送
このシリーズは当初、『CSI:科学捜査班』の初放送の日から20年を記念して、2020年10月6日に放送される予定だった。しかし2020年8月10日、新型コロナウイルス感染症関連の製作停止により、2020年10月にシリーズを初放送出来ないことが発表された。2021年1月8日、本シリーズが2021-22年のテレビシーズンに放送されることが発表された。2021年5月19日、CBSは本シリーズが2021年秋に水曜日の午後10時 (東部標準時) に初放送されることを発表した。2021年7月12日、『CSI:科学捜査班』の初放送の日から21年を記念して、2021年10月6日に第1話を放送することがCBSから発表された。第1シーズンは全10話で構成される。

## オンライン配信
日本語版・字幕版
Hulu にて、第1シーズンから第2シーズンまで配信。
U-NEXT にて、2024年1月17日より第1シーズンの配信が開始。